# Kimmuriel Oblodra
Kimmuriel Oblodra è un elfo drow abitante della città sotterranea di Menzoberranzan nei celebri romanzi di R. A. Salvatore (ambientazione Forgotten Realms). Apparteneva al potente casato di Oblodra, il terzo degli otto casati regnanti nella città.
Nonostante la potenza del casato e ai poteri psionici di cui erano dotati tutti i suoi membri, il nome di Oblodra fu cancellato da un potente attacco da parte del primo casato della città in una delle tipiche lotte matriarcali che mantenevano la città sprofondata nel caos.
Kimmuriel è l'ultimo sopravvissuto del casato e trova rifugio nelle file della banda mercenaria di Bregan D'Aerthe.
Essendo Kimmuriel uno psionico piuttosto potente, Jarlaxle, il capo della banda, lo designa come suo luogotenente.
Quando Jarlaxle abbandonerà il mondo sotterraneo per avventurarsi in superficie, affiderà allo psionico il comando di Bregan D'Aerthe.
Non si conosce l'età esatta di Kimmuriel, si può comunque intuire, leggendo il romanzo, che sia più vecchio di Jarlaxle e che quindi abbia all'incirca 6 secoli (un'età decisamente veneranda anche per un elfo drow).
Ai tempi della nascita di Jarlaxle, terzo figlio del casato dominante, furono i membri del casato di Oblodra a salvare il mercenario dal sacrificio destinato a tutti i terzogeniti maschi della città e si può supporre che sia per questo che il mercenario abbia accolto Kimmuriel nella sua banda.